# Club Deportivo Serverense
El Club Deportivo Serverense es un club de fútbol español de la ciudad de Son Servera, en Mallorca, Islas Baleares. Fundado originalmente en 1933, en 1981 se fusionó con el CF Atlético Badia de Llevant, compitiendo desde entonces como Club Deportivo Badia Cala Millor Son Servera y luego Club Deportivo Cala Millor. En 2006 recuperó su denominación primigenia. La temporada 2019-2020 juega en la Primera Regional Preferente de Mallorca.

## Historia
El club tienen su origen en 1933, con la fundación del Club Deportivo Serverense. Durante sus primeros años de vida el equipo transitó por las categorías regionales del fútbol balear. En los años 1970 se fusionó con el Recreativo Serverense, un club dedicado a la promoción del fútbol base.
Por su parte, en 1980 un grupo de padres de Cala Millor impulsaron la creación de un club de fútbol base, el CF Atlético Badia de Llevant. Empezaron a competir la temporada 1980/81, con un equipo alevín y un equipo sénior amateur, que disputó la liga de Tercera Regional. El club contaba con el apoyo Asociación Hotelera de la Bahía de Cala Millor, que financió la construcción de un campo de fútbol en Son Moro. El nuevo estadio se inauguró en mayo de 1981 con la disputa del Trofeo Asociación Hotelera de la Bahía de Cala Millor entre el RCD Mallorca y el vigente campeón de Europa, el Nottingham Forest. El partido estuvo precedido de un enfrentamiento entre los alevines del Badia de Llevant y La Salle de Manacor.
El verano de 1981 el CD Serverense, que militaba en Regional Preferente, se encontraba inmerso en una crisis económica que le situaba al borde de la desaparición. Esta coyuntura motivó la fusión con el Atlético Badia de Llevant, con la aportación de un millón de pesetas por parte de los hoteleros locales. El club resultante, que tomó el nombre de Club Deportivo Badia Cala Millor Son Servera, empezó su andadura la temporada 1981/82 en la Preferente Balear. Tras finalizar la liga como líder, disputó con éxito la promoción, logrando su primer ascenso a Tercera División. Las cinco campañas siguientes el Badia Cala Millor se mantuvo siempre entre los equipos punteros de su grupo. La temporada 1986/87 finalizó la liga en tercera posición y gracias a la ampliación de la Segunda División B, fue administrativamente ascendido de categoría.
La temporada 1987/88 el exjugador serverín Pedro González, técnico que había logrado el ascenso, continuó al frente del equipo para debutar en Segunda B. Tras finalizar la primera vuelta en la zona media, el equipo encadenó trece partidos sin ganar. Tuvo que esperar hasta la última jornada para lograr la permanencia, en un agónico partido a cara un cruz contra su inmediato perseguidor, el CD Constancia de Inca, que perdió la categoría tras el 1-1 final.
Para la temporada 1988/89 cambió su nombre a Club Deportivo Cala Millor. Santiago Araujo tomó las riendas del equipo en lugar González. La campaña estuvo marcada por los problemas económicos, que no permitían pagar las nóminas de los jugadores. Esta situación provocó la dimisión del presidente Miguel Meca, en noviembre de 1989, siendo reemplazado por el vicepresidente, Miguel Fuster. Una de sus primeras medidas fue el cese del técnico Araujo, a raíz de los malos resultados deportivos. A pesar de no tener título, Bernardo Gelabert dirigió interinamente al equipo durante un mes, hasta el regreso de Pedro González. Tras pasar toda la temporada en la zona baja de la clasificación, el Cala Millor volvió a salvarse en la última jornada, terminando 15.º con 33 puntos, uno por encima de las plazas de descenso directo.
El club, que arrastraba un déficit de 20 millones de pesetas, había necesitado una inyección económica de los empresarios turísticos locales para poder disputar los últimos meses de competición. A pesar de haber logrado la permanencia en Segunda B en los terrenos de juego, en julio de 1989 la asamblea de socios acordó renunciar a la categoría, ante la imposibilidad de hacer frente a los gastos de fichas, arbitrajes y desplazamientos.
La temporada 1989/90 el Cala Millor regresó a la Tercera División, donde se mantuvo siete años a pesar de sus problemas económicos, llegando a disputar la promoción de ascenso en 1994. La temporada 1995/96 descendió a Preferente. El club abandonó Cala Millor para regresar a su antiguo estadio Ses Eres —reconstruido en 2005— en el núcleo urbano de Son Servera y la temporada 2006/07 recuperó la denominación histórica de Club Deportivo Serverense. Desde 1996 ha militado en la Primera Regional Preferente de Mallorca, salvo un efímero retorno a Tercera División la temporada 2007/08.

## Estadio
El CD Serverense disputa sus partidos en el campo municipal Ses Eres, ubicado en la calle Hospital, s/n de Son Servera. Construido en 2005 sobre un recinto ya existente, tiene unas medidas de 60 x 96 metros, césped artificial y capacidad para 800 espectadores.
Anteriormente disputaba sus partidos en el Campo de Deportes Badia Cala Millor, ubicado en la propia Cala Millor, en la calle des Futbol, dentro del término municipal de San Lorenzo del Cardezar. El recinto, inaugurado en 1981, tenía capacidad para 9000 espectadores. En 2014 se llevó a cabo el derribo del estadio, para la construcción de un nuevo complejo deportivo.
Antes de la fusión con el Badia de Llevant, el CD Serverense jugó en Ca S'Hereu y en Ses Eres.

## Datos

### Estadísticas en la Liga española
- Temporadas en 2.ª B: 2
- Temporadas en 3.ª: 14
- Mejor clasificación histórica en la Liga: 15.º en  Segunda División B de España (1988-89)

### Estadísticas en Copa del Rey
- Participaciones: 7
- Mejor clasificación: Tercera eliminatoria (Temporadas 1987-88 y 1991-92)

### Estadísticas en Copa de la Liga de Tercera División
- Participaciones: 1
- Mejor clasificación: Primera eliminatoria (Edición 1983)